# Pierre Louis Félix Lanquetot
Pour les articles homonymes, voir Lanquetot (homonymie).
Pierre Louis Félix Lanquetot, né le 5 octobre 1880 à Sèvres (Seine-et-Oise) et mort le 26 mai 1974 à Vaucresson (Hauts-de-Seine), est un général français.

## Biographie

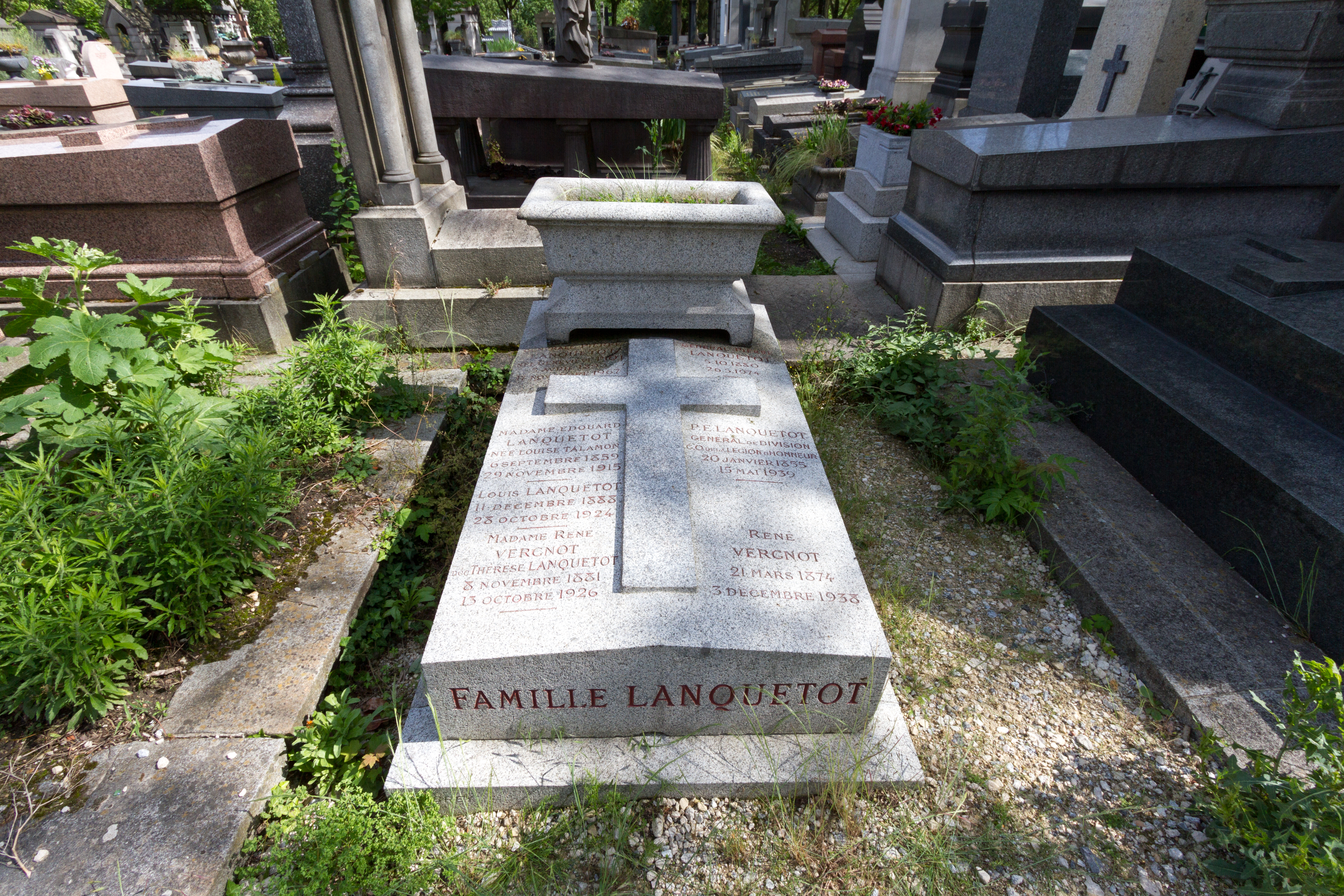
Tombe au cimetière du Père-Lachaise.

Fils du général de division Pierre Ernest Lanquetot (1855-1939), Grand-officier de la Légion d'honneur, il est admis à son tour à l'École spéciale militaire de Saint-Cyr en 1900.
De 1933 à 1935, officier dans le 170e régiment d'infanterie de ligne.
De 1936 à 1939, officier dans la 23e division d'infanterie.
En 1939, commandant de la 25e division d'infanterie motorisée.
De 1939 à 1940, commandant de la 21e division d'infanterie.
En 1940, commandant de défense du secteur de Boulogne, il est le commandant en chef des troupes françaises lors du siège de Boulogne-sur-Mer.
De 1940 à 1941 : prisonnier de guerre.
Il est décédé en 1974 et inhumé au Cimetière du Père-Lachaise (94e division).

## Décorations
- Chevalier de la Légion d'honneur, en 1915.
- Officier de la Légion d'honneur, date inconnue.
- Commandeur de la Légion d'honneur, en 1943.